# Франкенгайн
Франкенгайн (нім. Frankenhain) — громада в Німеччині, розташована в землі Тюрингія. Входить до складу району Ільм. Складова частина об'єднання громад Оберес-Гераталь.
Площа — 12,27 км2. Населення становить Невірний параметр metadata 16 070 014 ос. (станом на 31 грудня 2021).

## Галерея

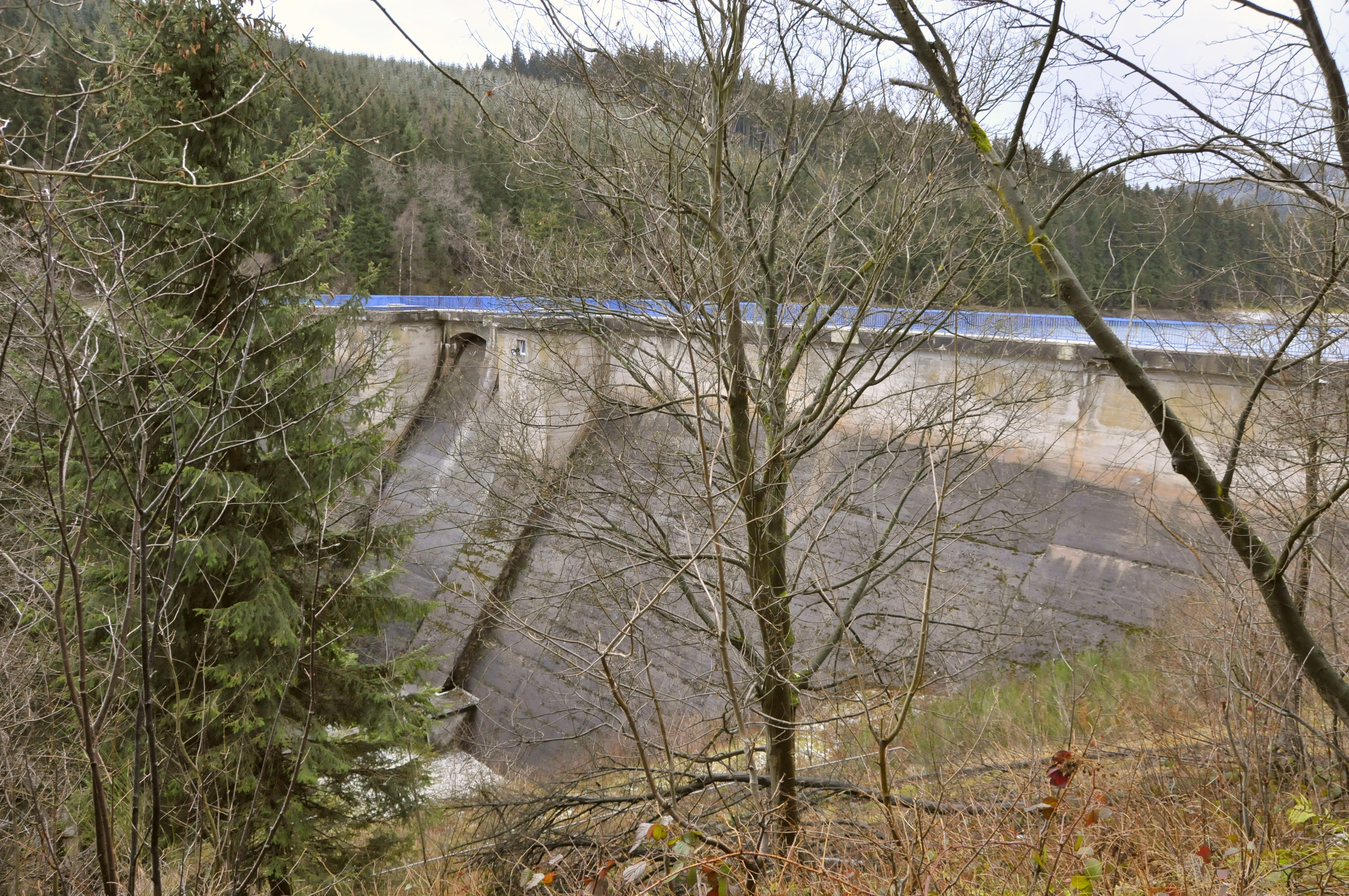
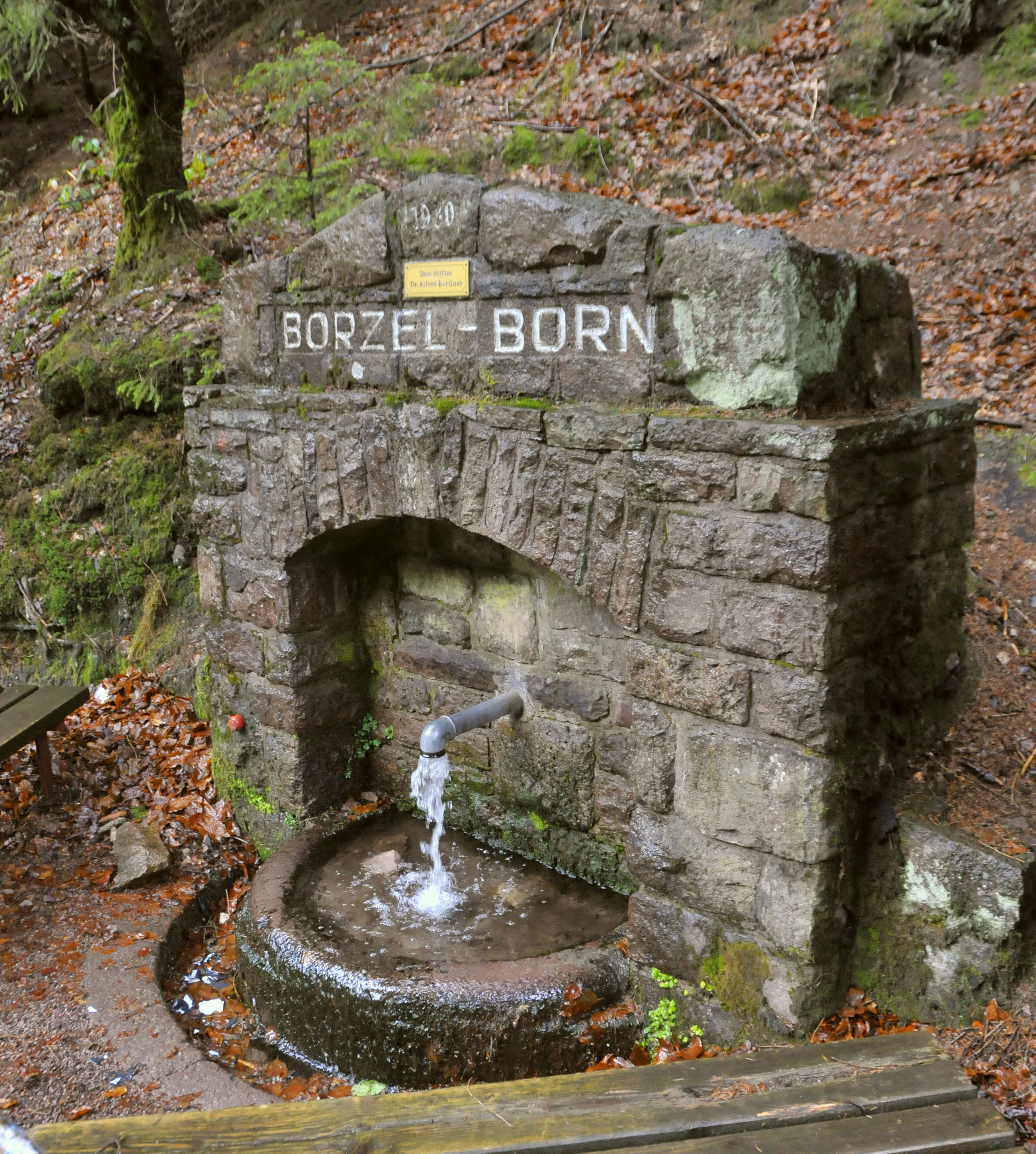
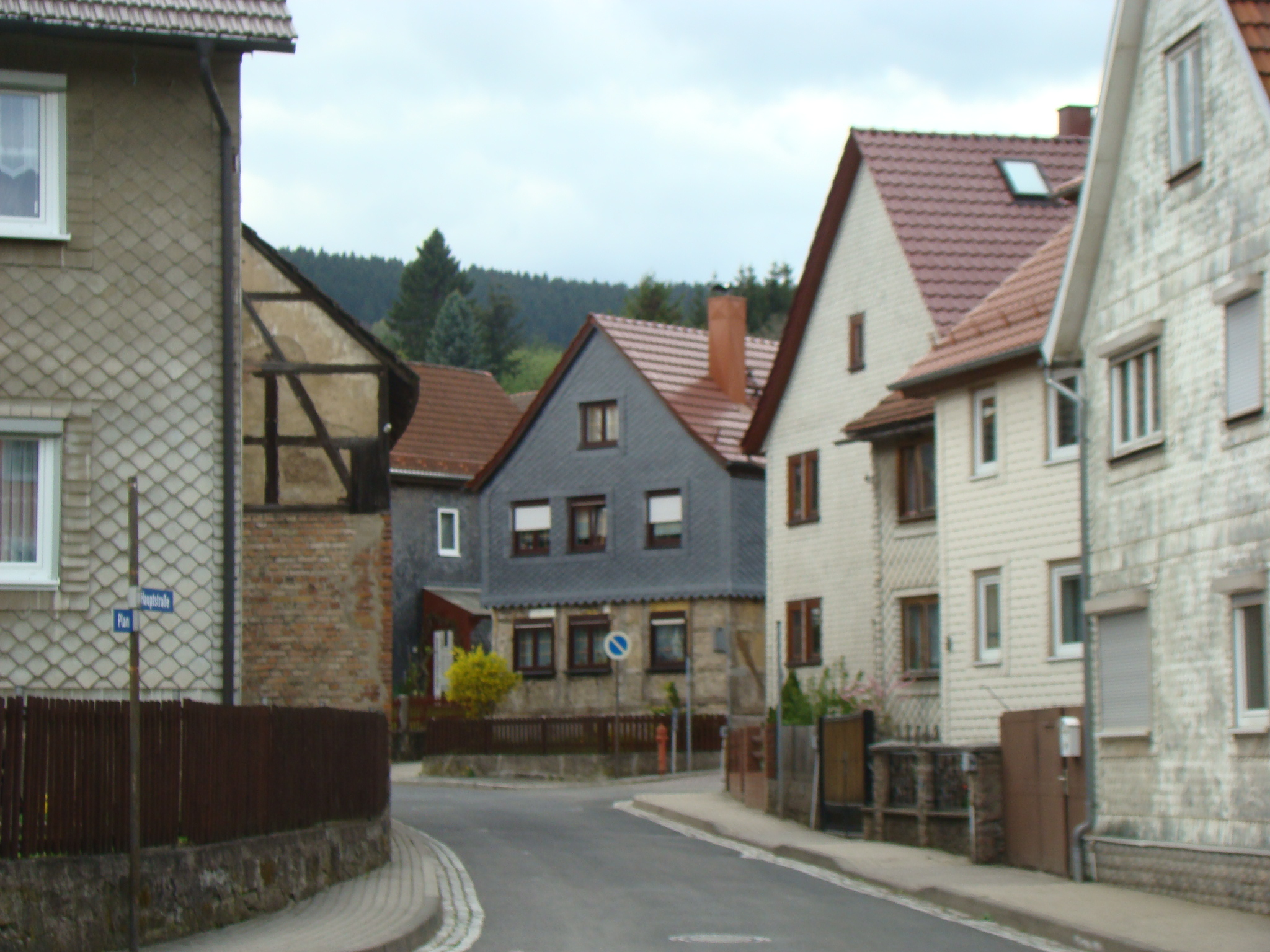
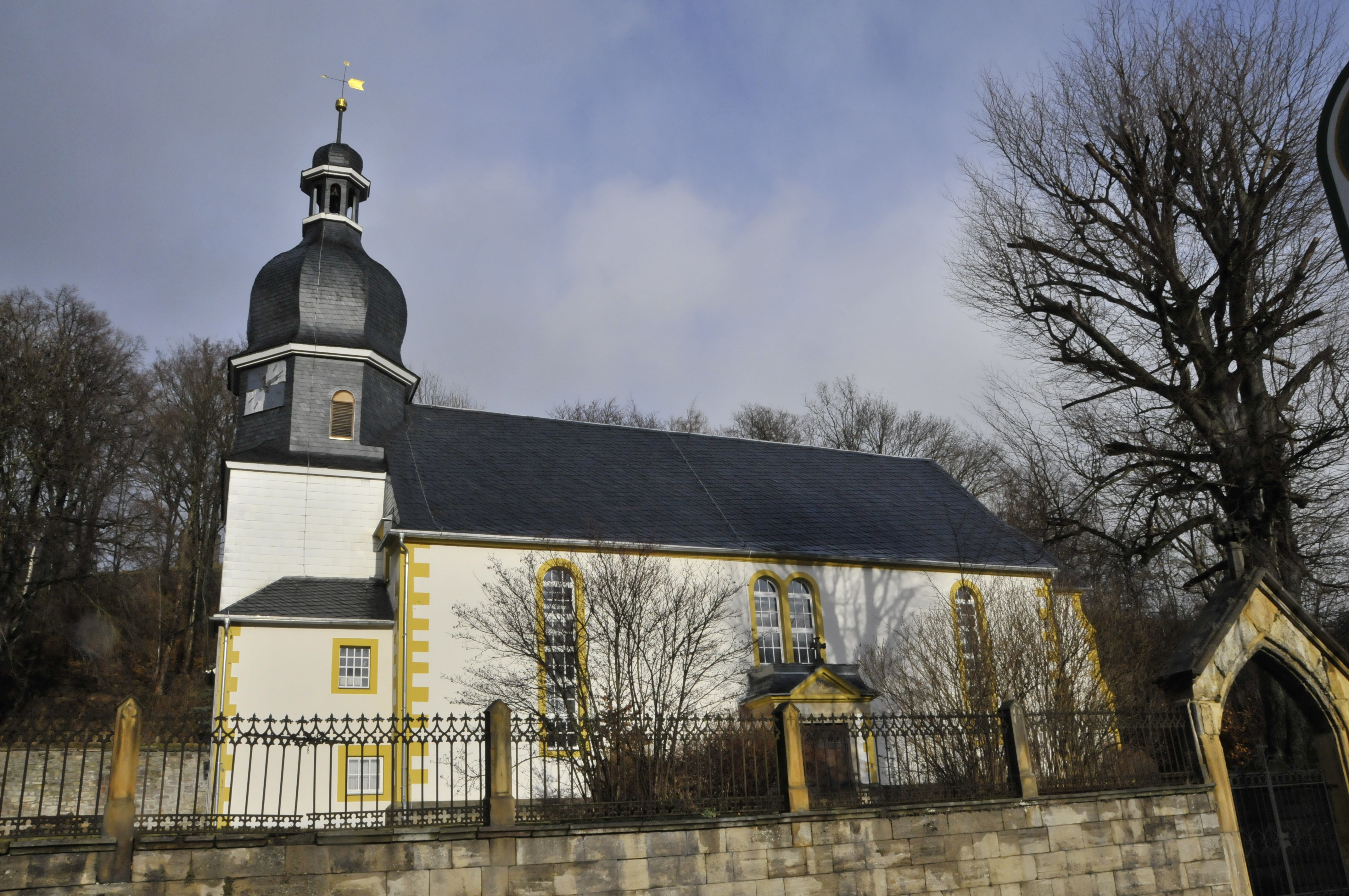